# Lille præstekrave
Den lille præstekrave (Charadrius dubius) er en præstekrave, der er udbredt i Europa og store dele af Asien. Voksne fugle har en gråbrun ryg og vinger, en hvid mave og hvidt bryst med en sort halsring.
Arten adskiller sig fra stor præstekrave i henseende til benfarven, hovedmønstret og den tydelige gule øjenring.